# 扎魯賓卡 (庫皮揚斯克區)
50°9′51″N 37°33′0″E / 50.16417°N 37.55000°E
扎魯賓卡（烏克蘭語：Зарубинка）是位於烏克蘭東部的村莊，由哈爾科夫州庫皮揚斯克區的維利胡瓦特卡市鎮負責管轄。該村始建於1750年，面積1.4平方公里，海拔高度160米，2001年人口176，人口密度每平方公里126人。